# Оклопњача Норге
Оклопњача Норге (норв. HNoMS Norge) био је норвешки ратни брод, обалска оклопњача класе Еидсволд, поринута 1900. године. Потопљена је у бици за Нарвик, 9. јуна 1940. Други брод исте класе био је оклопњача Еидсволд (норв. HNoMS Eidsvold), такође потопљена код Нарвика.

## Карактеристике
Поринут 1900. године, Норге је био типична обалска оклопњача: брод јаког оклопа и артиљеријског наоружања, намењен за дејства у приобалном подручју, као замена за скупоцени бојни брод. Окопњача је имала депласман од 3.800 т и максималну брзину до 17 чворова. Била је наоружана са 2 далекометна топа од 210 мм (у топовским кулама на прамцу и крми), 6 топова средњег домета калибра 150 мм (у оклопним казаматима на боковима брода), и 14 топова лаке артиљерије (8 од 76 мм и 6 од 47 мм), уз 2 подводне торпедне цеви. Брод је био заштићен оклопним појасом дебљине 150 мм по целој дужини и оклопном палубом од 51 мм, док су топовске куле имале оклоп од 225 мм. Посада је бројала 261 морнара и официра.

## Служба
Прва и једина битка обалске оклопњаче Норге одиграла се 9. априла 1940, у првим часовима немачке инвазије на Норвешку. Иако безнадежно застареле у време Другог светског рата, норвешке оклопњаче Норге и Еидсволд су се у Офотфјорду супротставиле флотили од 10 немачких разарача, који су у зору 9. априла, по снежној мећави, превозили десант на Нарвик. Оклопњача Еидсволд је препречила пут нападачу и испалила хитац упозорења. Пошто је примила немачку делегацију, одбила је да се преда и потопљена је торпедима немачких разарача из непосредне близине (са удаљености од 200-700 м), не стигавши да отвори ватру. Дубље у фјорду, оклопњача Норге стигла је да отвори ватру, али је и она потопљена торпедима немачких разарача у неравној борби од свега неколико минута. Погинуло је 287 норвешких морнара, без губитака са немачке стране.